# União das Freguesias de Tourais e Lajes
União das Freguesias de Tourais e Lajes, kurz Tourais e Lajes, ist eine portugiesische Gemeinde (Freguesia) im Kreis (Concelho) von Seia, im Distrikt Guarda. Sie umfasst eine Fläche von 26,18 km² und hat 1714 Einwohner (Stand nach Zahlen von 2011).
Die Gemeinde entstand im Zuge der kommunalen Neuordnung Portugals nach den Kommunalwahlen am 29. September 2013, als Zusammenschluss der bisherigen Gemeinden Tourais und Lajes.
Offizieller Sitz der neuen Gemeinde wurde Tourais, während die frühere Gemeindeverwaltung in Lajes als Bürgerbüro erhalten blieb.